# Ling Long
Pour les articles homonymes, voir Long.
Ling Long est une mathématicienne et universitaire chinoise, professeure de mathématiques à l'université d'État de Louisiane depuis 2013.

## Biographie
Ling Long est née dans les années 1970 en Chine. Elle fait des études de mathématiques, d'informatique et d'ingénierie à l'université Tsinghua, dont elle est diplômée en 1997. Elle prépare un doctorat à l'université d'État de Pennsylvanie, et soutient en 2002 une thèse intitulée Modularity of Elliptic Surfaces, sous la direction de Wen-Ching Winnie Li,.

## Activités professionnelles et de recherche
Ling Long effectue une recherche postdoctorale à l'Institute for Advanced Study, puis elle rejoint l'université d'État de l'Iowa en 2003. Elle est la lauréate 2012-2013 du prix Michler de l'Association for Women in Mathematics,, financement grâce auquel elle peut faire un séjour d'étude à l'université Cornell. 
Ses recherches portent sur les représentations galoisiennes avec Ravi Ramakishna. Elle publie un article intitulé « Some supercongruences occurring in truncated hypergeometric series ». Elle rejoint à l'université d'État de Louisiane en 2013.
Elle mène également des recherches sur les formes modulaires, les surfaces elliptiques et les dessins d'enfants,, ainsi que sur la théorie des nombres en général.
Ling Long participe en 2008 à la conférence Women in Number Theory (WIN).